# Metropolia Trivandrum (syromalankarska)
Metropolia Trivandrum – metropolia Kościoła katolickiego obrządku syromalankarskiego w Indiach położona na południu stanu Kerala. 
Archieparchia Trivandrum powstała 11 czerwca 1932 r. Obecna metropolia Trivandrum obejmuje następujące administratury kościelne: 
- archieparchia Trivandrum
- eparchia Marthandom
- eparchia Mavelikara
- eparchia Parassala
- eparchia Pathanamthitta

Od 10 lutego 2007 r. urząd metropolity sprawuje arcybiskup większy Baselios Cleemis Thottunkal, zwierzchnik (katolikos) Kościoła syromalankarskiego. 